# Central térmica Litoral de Almería
La central térmica Litoral de Almería, también conocida como central térmica de Carboneras, es una central de carbón que cuenta con 2 grupos generadores. Esta central es propiedad de Endesa.

## Historia
La central térmica Litoral de Almería es una central carboeléctrica propiedad de Endesa. Fue construida hacia 1985 en las proximidades del núcleo urbano de Carboneras, en la provincia de Almería (España), a las puertas de lo que hoy es el parque natural del Cabo de Gata-Níjar.
La central consta de dos grupos separados, el primero que fue puesto en servicio en 1985 y el segundo en 1997. El combustible utilizado es la hulla de importación. La central desarrolla una potencia de 1158,9 MW.
Era considerada como una de las centrales más contaminantes de España y la primera de Andalucía. Greenpeace cifra las emisiones contaminantes de CO2 entre 2005 y 2007 en casi 7 millones de toneladas. Pero tras la puesta en servicio a principios de 2010 de la nueva planta de desulfuración de gases, se ha visto reducida en gran manera la cantidad de gases contaminantes emitida, concretamente en 100.000 toneladas anuales. Se planteó la instalación de un nuevo grupo de ciclo combinado, pero nunca se llevó a cabo. En 2017 se inició la instalación de un sistema de almacenamiento eléctrico de 20 MW a base de baterías de ion-litio que pueda absorber los picos de demanda o evitar la quema parcial del combustible en momentos en el que las necesidades de energía sean menores.
En la actualidad la central cuenta con el certificado de gestión medioambiental ISO 14001 de AENOR y garantías de funcionamiento hasta el año 2035.

### Cierre
El 27 de septiembre de 2019 Endesa ha comunicado en un hecho relevante a la CNMV que va a proceder a cerrar esta central. Estando previsto su cierre -pendiente de autorización administrativa- para 2021.
27 de septiembre de 2021 se autorizó su cierre definitivo condicionado, publicado en el BOE del 6 de octubre. La empresa deberá proceder al cierre de uno de los grupos en el plazo de doce meses contados a partir de la fecha. El cierre del otro grupo queda condicionado a la puesta en servicio de una nueva línea de alta tensión Caparacena-Baza-La Ribina 400 kV, la repotenciación de la Línea -220 Gabias-Órgiva  o la realización de medidas topológicas en la red de distribución. Este cierre condicionado caducará en tres años si no se ha realizado ninguna de las condiciones impuestas.
La planta se desconectó de la red el 16 de diciembre de 2021 tras 38 años de funcionamiento. Se estima que el proceso de desmantelamiento de las instalaciones llevará entre 4 y 6 años de trabajos, y costará 60 millones de euros.
Una vez cerrada la central, el 21 de marzo de 2024, se realizó la destrucción de la chimenea de La Central.

## Características y datos técnicos
La central térmica Litoral de Almería, consta de dos grupos generadores de energía.

### Grupo I
- General
  - Potencia: 576,9 MW
  - Año de puesta en servicio: 1985.
- Molino
  - Capacidad: 53 t/h.
  - Fabricante: Combustion Engineering.
  - Número: 6.
  - Potencia: 500 kW.
- Caldera
  - Tipo: fuegos tangenciales.
  - Fabricante: Combustion Engineering.
  - Altura calderín: 66,34 m.
  - Caudal de vapor principal: 1679 t/h.
  - Caudal de vapor recalentado: 1525 t/h.
  - Presión del vapor inicial: 176 bar.
  - Presión del vapor recalentado: 41 bar.
  - Temperatura agua de alimentación: 253 °C.
  - Temperatura del vapor principal: 541 °C.
  - Temperatura vapor recalentado caliente: 541 °C.
  - Temperatura vapor recalentado frío: 338 °C.
  - Rendimiento: 89,42%.
- Condensador
  - Tipo: presión dual.
  - Fluido refrigerante y procedencia: Agua de mar en circuito abierto.
  - Salto térmico: 5 °C.
  - Caudal: 59.530 m3/h
- Turbina
  - Fabricante: Bazán/G.E.E.
  - Potencia máxima: 577 MW.
  - Número de cuerpos: 4.
  - Número de extracciones: 7.
  - Velocidad de régimen: 3000 rpm.
- Alternador
  - Fabricante: General Electric.
  - Potencia: 636 MVA.
  - Tensión en bornes: 20 kV.
  - Factor de potencia: 0,9.
  - Intensidad nominal del estátor: 18 360 A.
  - Refrigeración: Hidrógeno.
- Transformador
  - Fabricante: Westinghouse.
  - Potencia: 209,5 MVA.

### Grupo II
- General
  - Potencia: 582 MW
  - Año de puesta en servicio: 1997.
- Molino
  - Capacidad: 53 t/h.
  - Fabricante: ABB.
  - Número: 6.
  - Potencia: 500 kW.
- Caldera
  - Tipo: fuegos tangenciales.
  - Fabricante: ABB.
  - Altura calderín: 66,34 m.
  - Caudal de vapor principal: 1679 t/h.
  - Caudal de vapor recalentado: 1525 t/h.
  - Presión del vapor inicial: 176 bar.
  - Presión del vapor recalentado: 41 bar.
  - Temperatura agua de alimentación: 253 °C.
  - Temperatura del vapor principal: 541 °C.
  - Temperatura vapor recalentado caliente: 541 °C.
  - Temperatura vapor recalentado frío: 338 °C.
  - Rendimiento: 89,42%.
- Condensador
  - Tipo: presión dual.
  - Fluido refrigerante y procedencia: Agua de mar en circuito abierto.
  - Salto térmico: 5 °C.
  - Caudal: 60.408 m3/h.
- Turbina
  - Fabricante: Bazán/G.E.E.
  - Potencia máxima: 577 MW.
  - Número de cuerpos: 4.
  - Número de extracciones: 7.
  - Velocidad de régimen: 3000 rpm.
- Alternador
  - Fabricante: General Electric.
  - Potencia: 636 MVA.
  - Tensión en bornes: 20 kV.
  - Factor de potencia: 0,9.
  - Intensidad nominal del estátor: 18 360 A.
  - Refrigeración: Hidrógeno.
- Transformador
  - Fabricante: Westinghouse.
  - Potencia: 209,5 MVA.

### Grupos I y II, conjuntamente
- Chimenea
  - Altura: 200 m
  - Diámetro exterior de la base: 19 m

### Almacenamiento
- Batería de ion de litio[11]
  - Fabricante: ABB
  - Capacidad: 11,7 MWh
  - Potencia: 20 MW
  - Año de puesta en servicio: junio de 2018

## Funcionamiento
La central térmica Litoral tiene una serie de elementos comunes con el resto de centrales térmicas: alternador, turbina y condensador. Pero por otro lado tiene una serie de elementos específicos de las centrales de carbón, los principales son:
- Una caldera específica para quemar carbón.

La caldera genera vapor de agua mediante la combustión de carbón pulverizado. Resultado de este combustión se producen cenizas que se retiran de la caldera a través de un cenicero. Los gases expulsados en la combustión son utilizados para precalentar el agua y el aire para la siguiente combustión.
- Un sistema de preparación del carbón.

En la zona de almacenamiento hay diferentes tipos de carbón, con diferentes poderes caloríficos. A la hora de mezclar los carbones se hacen comprobaciones para asegurar que mantienen un poder calorífico mínimo que hace funcionar el sistema.
- Un sistema de evacuación de cenizas.

La central está equipada con un sistema de evacuación de cenizas que permite recoger tanto las más pesadas que caen al cenicero, como aquellas captadas por los electrofiltros.
- Un sistema de depuración de gases.

Los gases de la combustión contienen SO2 y partículas sólidas. Para evitar la liberación de las partículas sólidas a la atmósfera se usan electrofiltros. Los electrofiltros constan de un gran número de electrodos que cargan de electricidad electrostática a las partículas en suspensión. Poseen eficacias superiores al 99%. Para eliminar el SO2 los gases se hacen pasar por un reactor que contiene una lechada o masa de cal u otro absorbente. Al atravesar los compuestos contaminantes, esta lechada reacciona transformándose en yeso y absorbiendo el SO2.
- Un sistema de vigilancia ambiental.

La central cuenta con una estación meteorológica para medir las condiciones atmosféricas. Con la información recogida se hace un estudio para saber hacia dónde van a ir los residuos para poder reducir los daños producidos. Se realizan medidas tanto cercanas como lejanas para tener datos fiables de la contaminación real.

## Contaminación
Un análisis que se ha realizado por el Observatorio de la Sostenibilidad entre 2006-2016 con la intención de concienciar sobre la responsabilidad en el cambio climático, y para lograr una progresiva descarbonización de la economía andaluza asegura que la Central de carboneras es la más contaminante de Andalucía.
La central eléctrica en Carboneras (Almería) es el mayor foco de contaminación de Andalucía. La central ha sido acusada de causar 111 muertes anuales por sus emisiones directas, haciendo que esta localidad sea la que tiene mayores emisiones contaminantes de toda la región andaluza.
Este análisis se ha realizado a partir de las emisiones verificadas y aceptadas oficialmente entre 2006 y 2016 e incluidas en el Registro Nacional del Emisiones/RENADE que mide las emisiones en producción de energía, industria del petróleo, cementeras, empresas cerámicas y otras instalaciones industriales.
En el ranking de las compañías de Europa que más dióxido de carbono emiten a la atmósfera en 2018 obtuvo la posición número 27 y era la tercera española, solo por detrás de la Central térmica de Puentes de García Rodríguez y la Central térmica de Aboño.